# Gracey
Gracey – jednostka osadnicza w Stanach Zjednoczonych, w stanie Kentucky, w hrabstwie Christian.